# Розточе

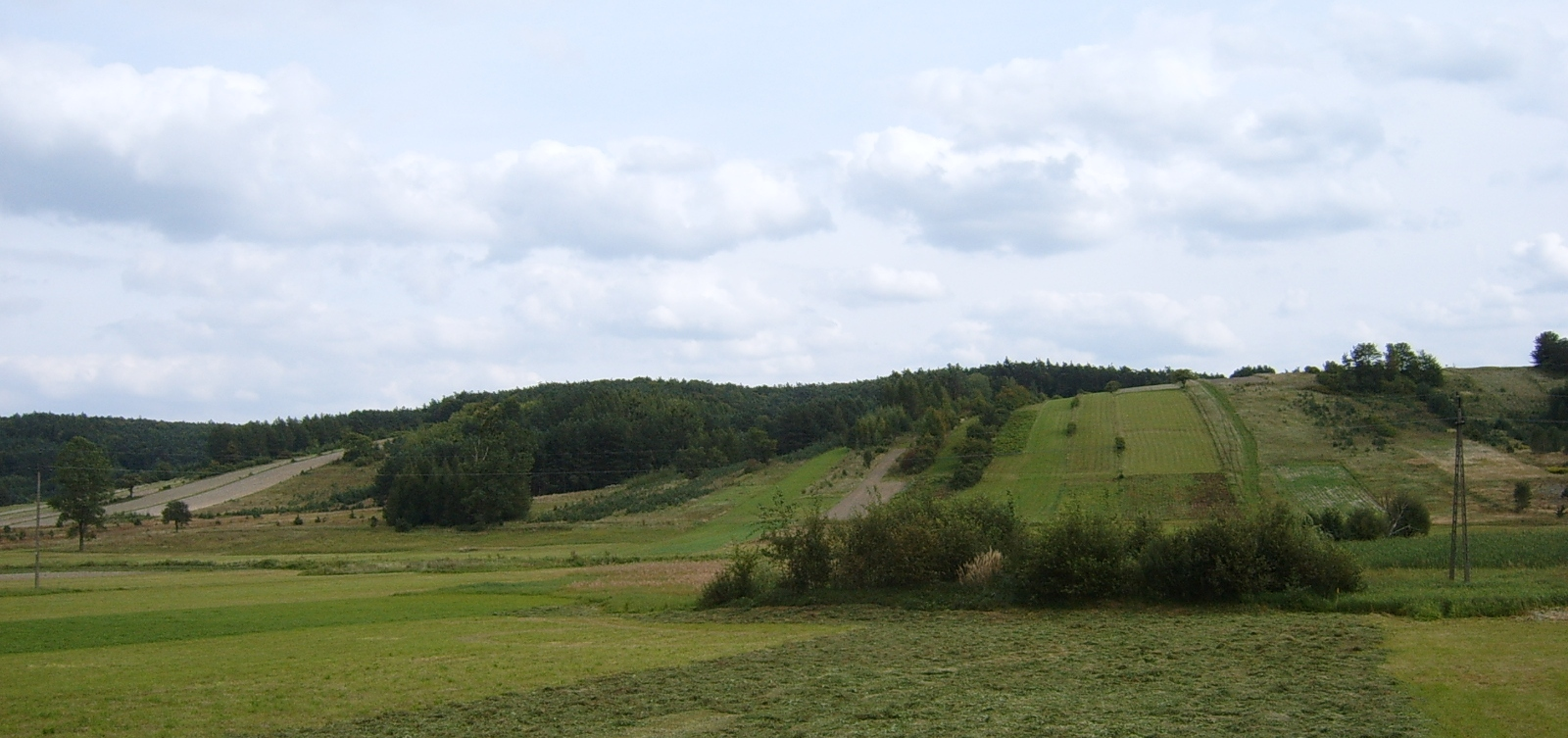
Западная часть Розточе, окрестности г. Билгорай

Розто́че, Росточье, Расточье (укр. Розточчя, пол. Roztocze) — суженная холмистая гряда 15—20 километров шириной и до 400 метров высотой, которая тянется в направлении от Львова (Украина) на северо-запад к Томашуву, Щебжешину и Краснику (Польша). Над близлежащими равнинами — Надсанской низменностью на юго-западе и Надбужанской котловиной на северо-востоке Розточе поднимается на 100—150 м; на северо-западе оно соединяется с Холмской и Люблинской возвышенностями.
Розточе представляет собой несимметричную антиклиналь, составленную из меловых и миоценовых отложений, покрытых ледниковыми пластами и лёссом; его границы с Надсанской низменностью и Надбужанской котловиной покрываются с линией сбросов. Юго-западные склоны Розточе сравнительно прямолинейные, ступенчатые; северо-западные больше расчленены, есть горы-останцы. Воды с западных склонов Розточе стекают к Сану по его притокам, рекам Шкло, Вишня, Любачувка и Танев, с востока — к Вепрю и Западному Бугу по рекам Полтва, Рата, Солокия и Гучва; на юге Верещица течёт к Днестру, так что через южную часть Розточе проходит главный европейский водораздел между Чёрным и Балтийским морями.
Долины рек широкие, сравнительно заболоченные, кое-где созданы пруды (например, в долине Верещицы). Долины врезаются на 50—70 м, и поэтому Розточе имеет вид живописного эрозионного низкогорья. В местах накопления лёсса распространены большой овраги и балки, в накоплениях песков — эоловые формы (так называемая «львовская Сахара»). Преобладают светло-серые и серые лесные почвы, в низменностях — дерново-подзолистые, местами дерново-глеевые.
Розточе представляет собой климатическое, флористическое и фаунистическое пограничье. Оно является препятствием для западных и северо-западных ветров, которые приносят влагу в Галицию. Атмосферных осадков здесь много (более 700 мм), что служит причиной значительного накопления грунтовых вод на юго-западе гряды. На Розточе встречаются представители флоры и фауны Подолья, Полесья, Карпат, а также западноевропейские виды. Здесь проходят границы сплошного распространения ели, пихты, бука и лиственницы. Леса Розточе — смешанные (бук, ель, дуб), на песчаных массивах произрастают сосновые боры. Леса занимают около 40 % площади, пахотная земля 30 % всей площади. Населённые пункты и пути расположены вдоль Розточе в основном в местах, где есть более доступный проход через гряду — это Львов, Жолква, Рава-Русская, Белжец, Томашув, Ивано-Франково, Немиров, Билгорай и другие.